# كارلوس هايد
كارلوس هايد (بالإنجليزية: Carlos Hyde)‏ هو لاعب كرة قدم أمريكية أمريكي، ولد في 20 سبتمبر 1991 في سينسيناتي في الولايات المتحدة.

## وصلات خارجية
- كارلوس هايد على موقع مرجع كرة القدم المحترفة.كوم (الإنجليزية)